# Charles René Billuart
Charles René Billuart, né à Revin (Ardennes) le 8 janvier 1685 et mort à Revin le 20 janvier 1757, est un théologien français.

## Ses œuvres
- De mente ecclesiœ catholicœ circa accidentia eucharistiœ dissertatio unica, adversus Antonium Lengrand, S.T.L., et philosophiœ Cartesianœ professorem in academiâ Duacensi, Leodii ; Urbanus Ancion, 1715 in-12°, 160 p[1].
- Le Thomisme vengé de sa prétendue condamnation par la constitution Unigenitus, adressé en forme de lettre à un abbé ; par un religieux de l'ordre de Saint-Dominique, Bruxelles : Jean Leonard, 1720, in-12°, 97 p.
- Lettre du R.P.C.R. Billuart aux docteurs de la Faculté de théologie de Douai, avec des réflexions sur les notes calomnieuses qu'ils ont attachées à leur censure du 22 août 1722, contre les RR. PP. Massouillé et Contenson de l'ordre des FF. Prêcheurs, 1723, in-4°; 42 p[2].
- Examen critique des Réflexions (d'un anonyme) sur le bref de N.S.P. le pape Benoît XIII, du 6 novembre 1724, adressé aux Dominicains, in-4°, 21 p[3].
- Le Thomisme triomphant par le bref Demissas preces de Benoît XIII, ou justification de l'Examen critique des réflexions sur ce bref, contre une lettre anonyme adressée à l'auteur de l'Examen; par un théologien de l'ordre de Saint-Dominique, in-4°, 114 p[4].
- Réponse de l'auteur du Thomisme triomphant à M. Stievenard, au sujet de son Apologie pour Fénelon, in-4, 8 p.
- Avis d'un ecclésiastique de Paris à M. Stievenard sur sa seconde apologie pour Fénelon, in-4°, 21 p[5].
- Justification de l'Avis d'un Ecclésiastique de Paris à M. Stievenard sur sa seconde apologie pour Fénelon, in-4°, 21 p[6].
- Réponse à l'auteur d'un libelle imprimé cette année 1734, à Rotterdam, intitulé : La Créance des églises réformées touchant la sainte Vierge, où l'on fait voir les impostures grossières et les calomnies atroces, les paralogismes et les inepties dont cet ouvrage est rempli, in-4, 63 p.
- Apologie du RP. Pierre Soto, dominicain, et des anciennes censures de Louvain et de Douai, contre l'Histoire du Baïanisme, composée par le Père du Chesne jésuite, et condamnée à Rome le 17 de mars 1734, (signé du pseudonyme de Louis de Lomanise), Avignon & Paris : Marc Chave, 1738, in-12°, 242 p. [7]
- Quœstio theologica de Relatione operum in Deum adversùs opusculum, sub nomine R.D. Hagen (Leodii éditum anno 1752) vindicata, Ipris : Moerman, 1762, in-8°, 62 p[8].
- Ulterior elucidatio quœstionis theologiae de relatione operum in Deum, Ipris : Moerman, 1753, in-12° & Lovan : van Overbeck, 1755, in-8°, 55 p.
- Epistola expostulatoria, et apologctica Ludovici Franc ad R. Patron Josephum Maugis, super dissertationem ejus se cundam de relatione operum in Deum, Antverpen : Everaerts, in-8°, 66 p[9].
- Des différentes luxures, Traduit pour la première fois par un agrégé de l'Université, éditions Montaigne / Aubier, Paris, 1929, 188 p.

Son grand-œuvre est un Cours de théologie d'après Thomas d'Aquin :
- Summa S. Thomœ hodiernis academiarum moribus accommodata ; sive cursus theologiœ juxta mentem, et, in quantum licuit, juxta ordinem et litteram D. Thomœ in suâ summâ : insertis pro re natâ digressionibus in Historiam ecclesiasticam. Ad usum scholarum Thomistarum, Leod. Everard. Kints, 1746 à 1751, 19 vol., in-8°, réédités sous le titre de Cursus theologiœ universalis cum supplemento, Wiceburgi., 1708 4 vol. in-folio & 19 vol in-8°, puis réédité à Venettis, 1761, 3 vol. in-folio

L'on peut lire en ligne : tome 1 , tome 3 , tome 5 , tome 6 , tome 18 .

Il existe une édition posthume tardive de ses sermons :
- Sermons du R.P. C.-R. Billuart, publiés d'après les manuscrits autographes, par M. l'abbé Lelièvre, Bruxelles : VanderBorght, 1846, 2 vol. (L'on peut lire le tome 2, en ligne )